# This Is Me… Then
This Is Me…Then je čtvrté album zpěvačky a herečky Jennifer López. Album vyšlo 19. listopadu 2002 a v americké albové hitparádě dosáhlo nejvyššího umístění na čísle dvě. Ve dvacítce nejprodávanějších alb se drželo celých dvanáct týdnů.

## Seznam písní
1. "Still" – 3:40
2. "Loving You „– 3:45
3. “I'm Glad"– 3:42 Videoklip
4. "The One" – 3:36
5. "Dear Ben" – 3:14
6. "All I Have"(feat. LL Cool J) – 4:14 Videoklilp
7. "Jenny from the Block" (feat. Styles P & Jadakiss) – 3:08 Videoklip
8. "Again" – 5:47
9. "You Belong to Me" – 3:30
10. "I've Been Thinkin'„ – 4:41
11. “Baby I Love U!"– 4:43
12. "The One " (2 verze) – 2:59

## Umístění ve světě
| Hitparáda      | Umístění |
| -------------- | -------- |
| USA            | 2        |
| Austrálie      | 14       |
| Rakousko       | 7        |
| Belgie         | 20       |
| Kanada         | 5        |
| Dánsko         | 13       |
| Nizozemsko     | 23       |
| Francie        | 4        |
| Finsko         | 10       |
| Německo        | 4        |
| Maďarsko       | 9        |
| Irsko          | 15       |
| Izrael         | 8        |
| Itálie         | 9        |
| Mexiko         | 1        |
| Nový Zéland    | 19       |
| Norsko         | 13       |
| Švédsko        | 7        |
| Švýcarsko      | 3        |
| Velká Británie | 13       |

| Prodejnost | Počet |
| ---------- | ----- |
| Celkem     | 7 000 |